# Selenia wehrlilunaria
Selenia wehrlilunaria är en fjärilsart som beskrevs av Felix Bryk 1948. Selenia wehrlilunaria ingår i släktet Selenia och familjen mätare. Inga underarter finns listade i Catalogue of Life.